# Kōzō-ji (Kisarazu)

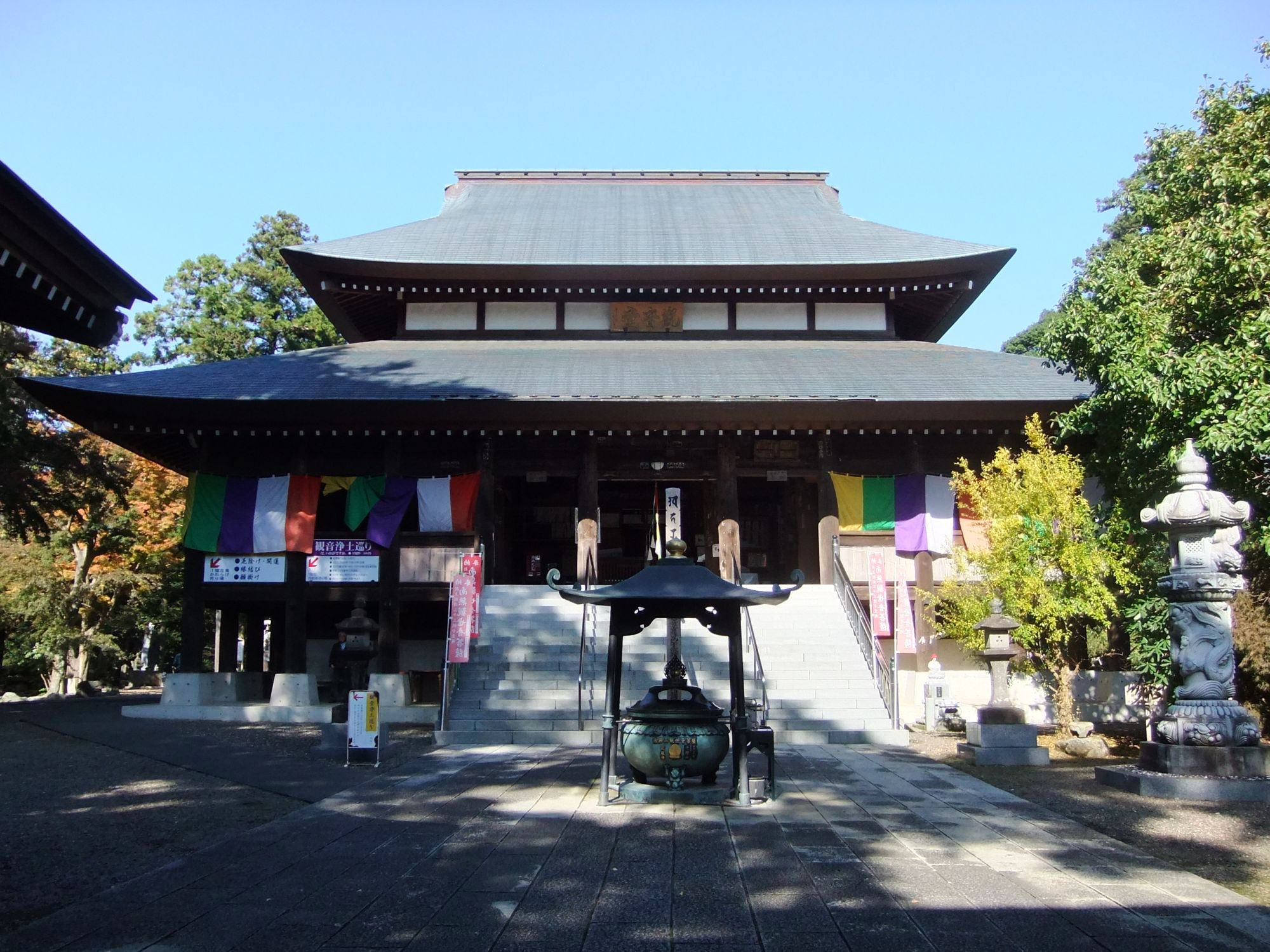
Haupthalle

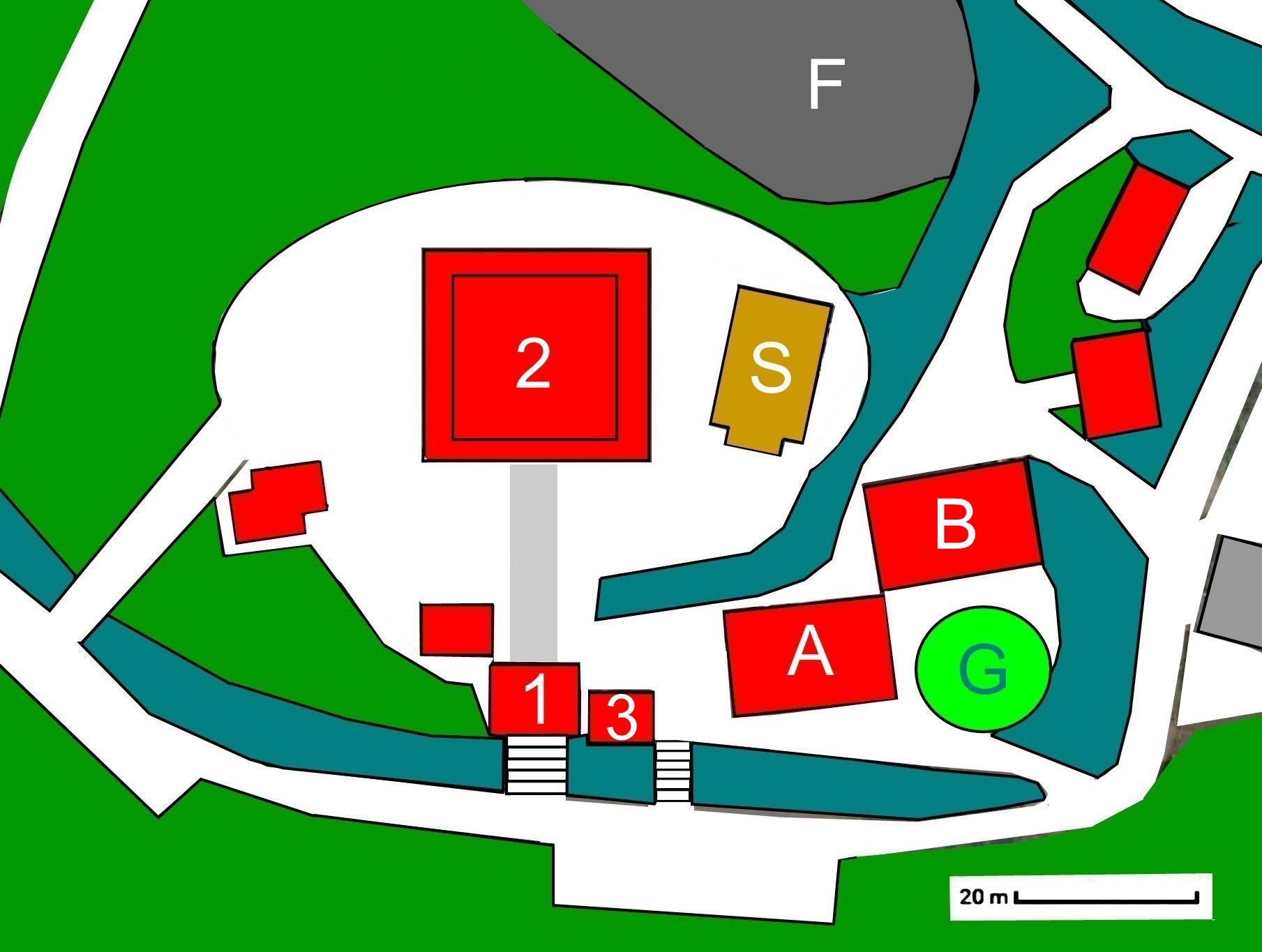
Plan des Tempels (s. Text)

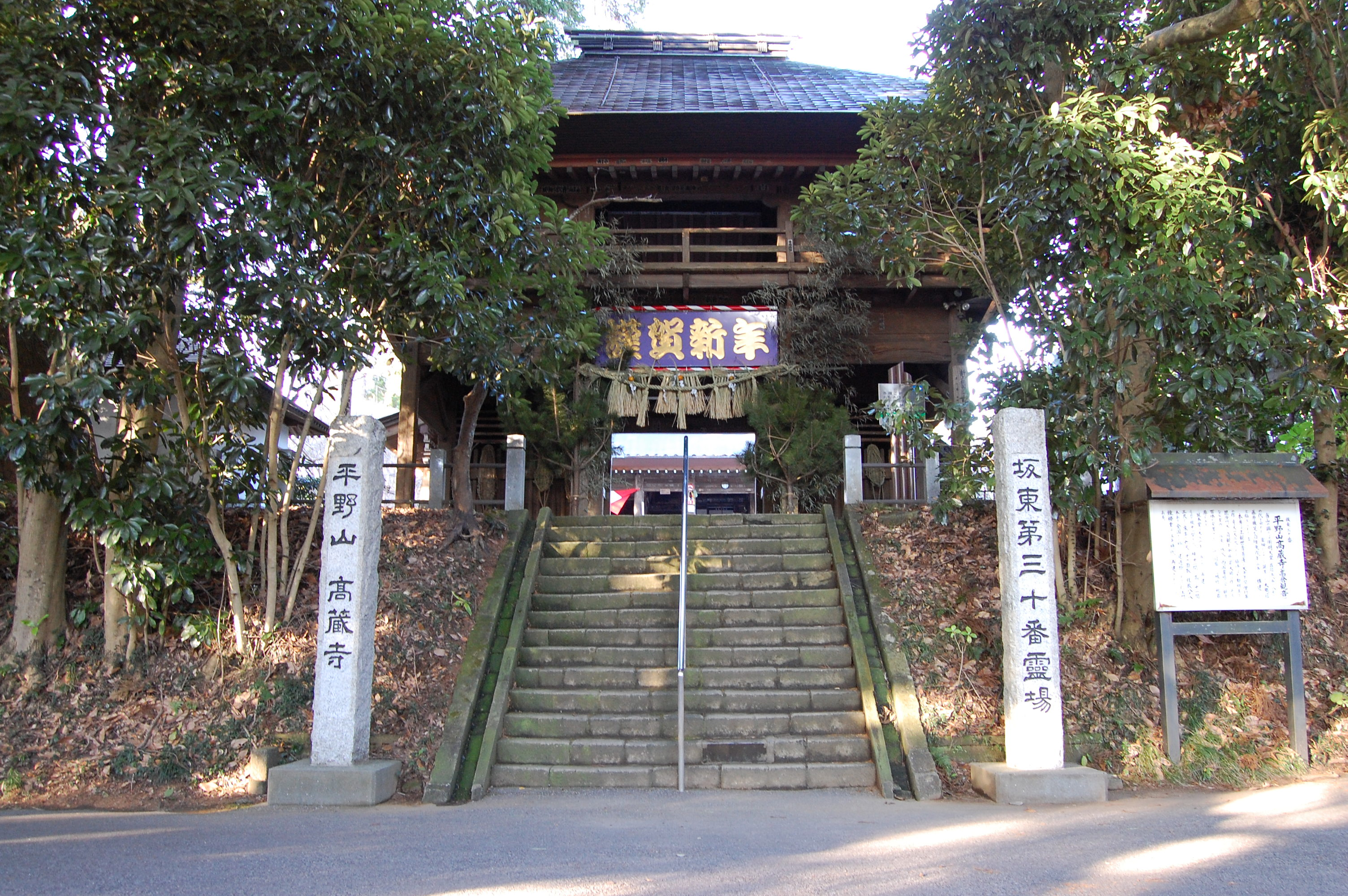
Tempeltor

Der Kōzō-ji (japanisch 高蔵寺) mit dem Bergnamen Heiya-san (平野山) ist ein Tempel der Shingon-Richtung des Buddhismus in Kisarazu (Präfektur Chiba), Japan. In der traditionellen Zählung ist er der 30. der 33 Tempel der Kantō-Region.

## Geschichte
Es geschah zur Zeit des Kaisers Yōmei (585–587), dass Priester Tokugi (徳義上人) während seiner asketischen Übungen einem alten Mann erblickte, der auf einen alten Baum zeigte. Dort erblickte er eine 4 Zoll große Kannon, für die er, zusammen mit den Leuten aus der Umgebung, eine Gebetsstätte errichtete. Diese wurde im 7. Jahrhundert zu einer großen Tempelanlage (伽藍 Garan) ausgebaut. Später brannte der Tempel ab, wurde aber im Jahr 1526 wieder aufgebaut.

## Anlage
Man betritt den an einem Berghang gelegenen Tempel von Süden her durch das Tempeltor aus der Edo-Zeit, das hier als Niō-Tor (仁王門 Niō-mon; 1 im Plan), also als Tor mit den beiden Tempelwächtern (Niō) rechts und links vom Durchgang, ausgeführt ist. Man passiert das niedrige Gehäuse für die Tempelglocke (鐘楼 Shōrō), ebenfalls aus der Edo-Zeit. Die Tempelglocke wurde während des Pazifikkriegs eingeschmolzen, wurde 1972 mit Hilfe von Spenden nachgegossen. Nun hat man die große Haupthalle (本堂 Hondō; 2) vor sich. Sie stammt aus dem Jahr 1526, als der Tempel wieder aufgebaut wurde, ist an der Vorderseite 9 Ken (etwa 16 m) breit. Die Halle steht auf einer hohen Basis und hat ein Doppeldach. 1928 brach das obere Dach ein und musste ersetzt werden.
Zum etwas unterhalb gelegenen Abtquartier (A) mit dem Refektorium (庫裏 Kuri; B) gehört ein kleiner Garten (G) im klassisch-japanischen Stil. Auf der Höhe über dem Tempel liegt der Friedhof (F).
Unmittelbar neben der Haupthalle steht der Kumamo-Schrein (熊野神社 Kumano-jinja; S), einer der vielen Zweig-Schreine des Hauptschreins Kumano Hongū-Taisha in der Präfektur Wakayama.

## Schätze des Tempels
Verehrt wird die „Takakura-Kannon“ (高倉観音). Sie wurde aus einem Stück Kampfer-Holz gefertigt und ist 3,6 m hoch.